# قائمة أبراج السعودية
البرج هو بناء مرتفع عن مستوى المباني السكنية، ينشأ لأهداف جمالية أو دفاعية أو كبرج للاتصالات الهاتفية وغيرها.

## قائمة أبراج السعودية
تحتوي هذه القائمة على أسماء أبراج في السعودية.
| اسم                | موقع   | صورة           | ملاحظات |
| ------------------ | ------ | -------------- | ------- |
| برج العنود         | الرياض | align="center" |         |
| برج الماسة         | جدة    |                |         |
| برج المجدول        | الرياض | align="center" |         |
| برج تلفزيون الرياض | الرياض |                |         |
| برج تلفزيون جدة    | جدة    | align="center" |         |